# Binia Beeli
Binia Beeli, coniugata Feltscher (Coira, 13 ottobre 1978), è una giocatrice di curling svizzera.

## Biografia
Partecipò all'età di 27 anni ai XX Giochi olimpici invernali edizione disputata a Torino, (Italia) nel febbraio del 2006, riuscendo ad ottenere la medaglia d'argento nella squadra svizzera con le connazionali Mirjam Ott, Valeria Spälty, Michèle Moser e Manuela Kormann.
Nell'edizione la nazionale svedese ottenne la medaglia d'oro, la canadese quella di bronzo.
Ha vinto anche due medaglie d’oro ai Campionati del Mondo femminili del 2014 e del 2016.